# Ametjevo / Ämät

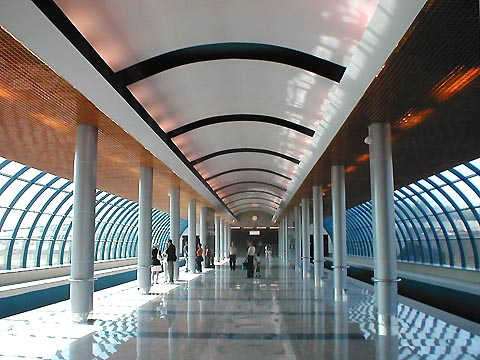
Perron

Ametjevo (Russisch: Аметьево) of Ämät (Tataars; cyrillisch: Əмəт) is een station van de metro van Kazan. Het station werd geopend op 27 augustus 2005 als onderdeel van de eerste metrolijn in de stad. Het metrostation bevindt zich in het zuidoosten van Kazan, aan de rand van de woonwijk Ametjevo, waarnaar het genoemd is. Op het naastgelegen gelijknamige spoorwegstation kan worden overgestapt op voorstadstreinen naar bestemmingen ten oosten van de stad. Het metrostation wordt ook aangedaan door een aantal stadsbuslijnen en marsjroetka's die de omliggende woongebieden bedienen.

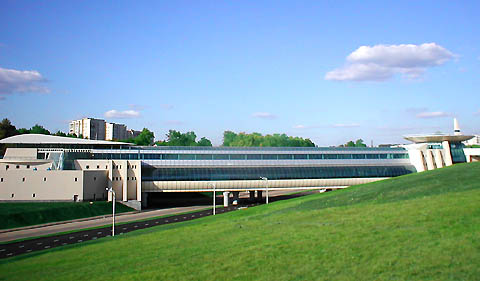
Buitenkant van het station

Ametjevo/Ämät is het enige bovengrondse station van de metro van Kazan. Het bevindt zich op een twee niveaus tellend overdekt viaduct boven een in een dal gelegen autoweg. Aan beide uiteinden van het station duikt de metrolijn de helling van het dal in om weer in een tunnel uit te komen. Het perron en de sporen bevinden zich op de onderste verdieping van het viaduct, het bovenste niveau doet dienst als voetgangerspassage. Het dak en de zijwanden van het station zijn opgetrokken uit isolerend glas, waardoor er veel daglicht naar binnen valt. De perronhal wordt ondersteund door twee rijen stalen zuilen, in het midden onderbroken door wanden met informatiepanelen. Het eilandperron is aan beide uiteinden door middel van trappen verbonden met futuristisch uitgevoerde bovengrondse paviljoens op de helling van het dal, die dienstdoen als stationshal. De uitgang van de noordelijke stationshal leidt onder andere rechtstreeks naar het spoorwegstation.

Er bestaan plannen de nabijgelegen spoorlijn om te bouwen tot een metrolijn die een ring om de stad zal vormen. Ametjevo/Ämät zou hierdoor een belangrijk overstapstation worden.